# La parte del león
La parte del león  és una pel·lícula argentina policial de 1978 escrita i dirigida per Adolfo Aristarain. Protagonitzada per Luisina Brando, Julio De Grazia i Fernanda Mistral. Coprotagonitzada per Ulises Dumont, Arturo Maly i Julio Chávez. També, va comptar amb les actuacions especials de Beba Bidart i Osvaldo Terranova. I la presentació de Cecilia Padilla. Va ser filmada en Eastmancolor i es va estrenar el 5 d'octubre de 1978.

## Sinopsi
Per casualitat un home comú i corrent troba els diners que va ser robat d'un banc i en lloc d'acabar els seus problemes, ells comencen.

## Repartiment
Van participar del film els següents intèrprets:
- Julio De Grazia …Bruno Di Toro
- Luisina Brando …Luisa
- Fernanda Mistral …Silvia de Di Toro
- Julio Chávez …El Nene
- Ulises Dumont …Larsen
- Arturo Maly …Mario
- Osvaldo Terranova …Suárez
- Beba Bidart …Dueña de la pensión
- Cecilia Padilla …Fabiana Di Toro
- Lidia Catalano …Vecina
- Alejandro Patiño
- Patricio Contreras …Cuidador
- Miguel Guerberof …Abogado
- Enrique Mazza
- Héctor Monti
- Aldo Pastur …Hombre en hotel
- Ernesto Torchia
- Marcos Woinski …Encargado del estacionamiento
- Javier Nigelson
- Roberto Barrios
- Tito Luca
- Franklin Caicedo

## Producció
Aristarain va obtenir que tres advocats –Carlos Andrada, Héctor Noli i Jorge Cuomo- posessin els fons necessaris per a la producció del film, que es complementaria amb un préstec de l'Institut de Cinematografia. En tant el cost estàndard d'un film al país era d'uns 200 000 dòlars, el pressupost de la part del lleó era d'uns 80 000 dòlars. Inicialment va pensar en Luis Politti i Cecilia Roth per interpretar a Bruno i Fabiana Di Toro, però tots dos es van exiliar a Espanya i degué reemplaçar-los.
La pel·lícula havia de respectar una regla imposada per l'Ente de Calificación Cinematográfica conforme la qual no podien aparèixer policies uniformats, escenes amb drogues o amb nus ni delinqüents que fessin una impressió simpàtica. Aristarain va demostrar la seva capacitat de director en ser capaç d'acatar aquestes regles sense que repercutís en el film.
En ser estrenat el film no va atreure públic però posteriorment es va exhibir en mostres, funcions de cineclub, cinemateca o debat i encara que no va guanyar premis (no va ser presentada en festivals internacionals i l'Asociación de Cronistas Cinematográficos de la Argentina havia suspès el lliurament de premis aquest any), en un any havia recuperat la inversió.

## Crítiques/Comentaris
Daniel López a La Opinión a escriure:
| « | «Exacte temps narratiu i la convicció d'estar, simplement, contant una història sense pretensions grandiloqüents.» | » |

ML en La Prensa va escriure:
| « | «Un profund drama psicològic que Aristarain relata amb un llenguatge molt directe i sense massa subtileses.» | » |

La Nación va opinar:
| « | «Manifesta la destresa descriptiva del director...per a construir la seva pel·lícula amb preses breus, segurament discriminades rítmicament en la taula de muntatge.» | » |

La Razón va dir:
| « | «Cinema modern i intel·ligent…Aristarain ha sabut plasmar una història de tall policial en un ritme àgil i ple de situacions de profund contingut humà.» | » |

Manrupe i Portela escriuen en el seu llibre:
| « | «Sorprenent opera prima de Aristarain. Tots els codis del film negre, personatges, llocs, suspens, estan manejats amb seguretat i ironia fent d'una història simple una obra ajustada que preanuncia els seus grans títols. Avui, una pel·lícula de culte.» | » |

Fernando Brenner va escriure:
| « | « Aristarain…va demostrar…ofici i talent….del que és una posada en escena, el temps cinematogràfic, l'enquadrament i els molt precisos diàlegs. I per sobretot: la credibilitat:. En el que succeïa i actuacions convincents.» | » |